# Ягодина (град)
 Тази статия е за града в Сърбия.  За селото в България вижте Ягодина.  
Ягодина (на сръбски: Јагодина или Jagodina) e град в Централна Сърбия, административен център на Поморавски окръг и на община Град Ягодина.
Разположен е в историческата област Поморавие. Градът Ягодина (според преброяването на населението през 2011 година) има 37 282 жители, а община Град Ягодина – 71 852 души.
По времето на СФРЮ градът носи името Светозарево в чест на сръбския политически деец и социалист Светозар Маркович, родом от Зайчар.